# Phyllanthus balgooyi
Phyllanthus balgooyi är en emblikaväxtart som beskrevs av Petra Hoffm. och A.J.M.Baker. Phyllanthus balgooyi ingår i släktet Phyllanthus och familjen emblikaväxter. Inga underarter finns listade i Catalogue of Life.